# Lanfranco Margotti

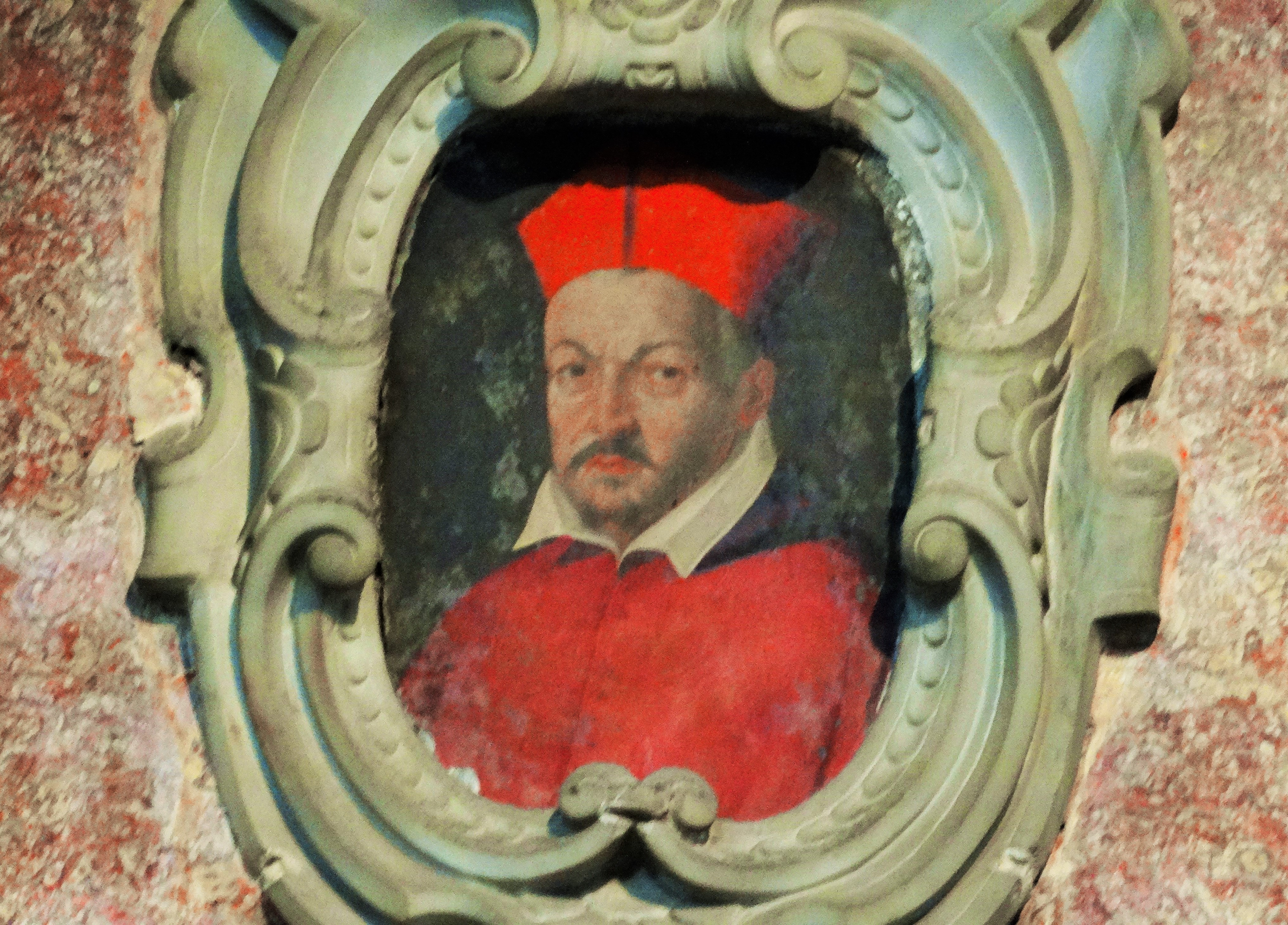
Kardinal Lanfranco Margotti (Bildnis am Grabmal)

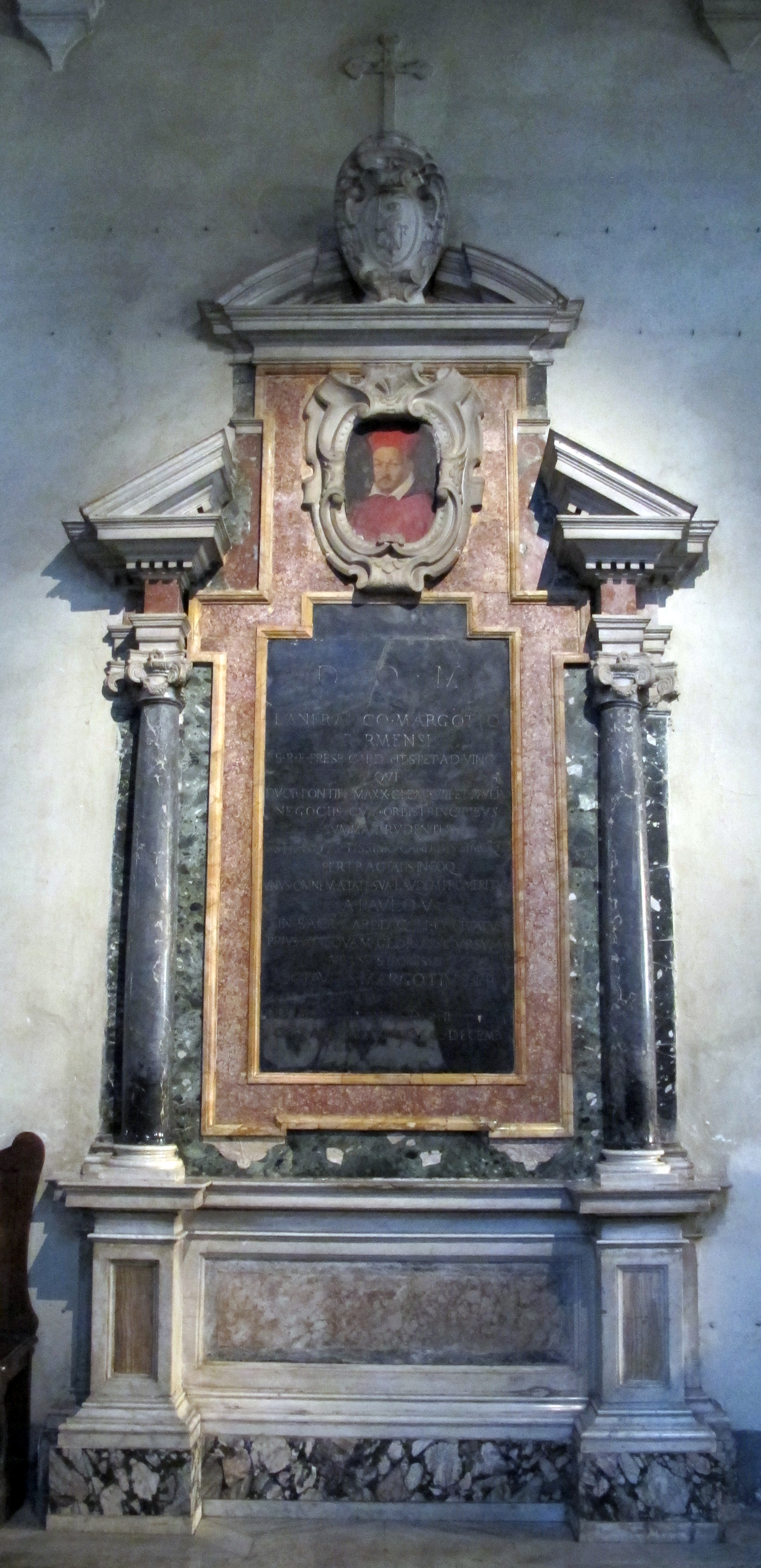
Grabmal von Kardinal Margotti in San Pietro in Vincoli

Lanfranco Margotti (* September 1559 in Colorno; † 28. November 1611 in Rom) war ein italienischer Kardinal und Bischof.

## Biografie
Geboren wurde Margotti 1559 in Colorno (Parma) als Sohn einer unbekannten Familie. Den Abschluss seines Jurastudiums machte er wahrscheinlich in einer norditalienischen Universität. Er trat am 23. Januar 1574 in die Notarkammer von Parma ein. Zwischen 1586 und 1587 hatte der das Notaramt beim Apostolischen Nuntius in Prag inne. 1592 ging er nach Rom, wo er im Dienst des Kardinals Cinzio Aldobrandini mit dem Staatssekretariat betraut wurde. Bei dieser Gelegenheit konnte er sein Geschick in der Abfassung wichtiger diplomatischer Depeschen zeigen, was ihm die Bewunderung der päpstlichen Kurie einbrachte.
Minucci erhielt 1596 den Bischofssitz von Zadar und musste seinen Posten im Staatssekretariat aufgeben. Im Mai desselben Jahres wurde er Sekretär von Kardinal Cinzio Aldobrandini Passeri. Nachdem Aldobrandini die Kurie wegen Meinungsverschiedenheiten mit dem Papst verlassen hatte, spielte Minucci eine wichtige Rolle als Vermittler zwischen Clemens VIII. und dem Kardinal, indem er die Bedingungen für die Rückkehr des Kardinals aushandelte. Dank der Gunst am päpstlichen Hof wurde er kurz darauf Kanoniker in San Giovanni in Laterano und erhielt die Kommende in der Abtei San Crisogono in Zadar.
1605 erfolgte seine Ernennung zum Apostolischen Protonotar.
Papst Paul V. erhob ihn im Konsistorium vom 24. November 1608 ins Kardinalat, verbunden mit dem Titel eines Kardinalpriesters von San Callisto.
Er starb am 28. November 1611 an einer Infektion infolge einer Verletzung des rechten Armes und wurde in der Basilika San Pietro in Vincoli, die er Anfang 1610 als Titelkirche erhalten hatte, begraben.